# ASM International
ASM (anteriormente conhecida como ASM International, originalmente conhecida como Advanced Semiconductor Materials) é uma empresa holandesa fundada em 1968 com sede em Almere, nos Países Baixos que se especializa em desenvolver e fabricar equipamentos para processamento de bolachas de silício (wafers) na indústria semicondutora.

## História
A ASM (Advanced Semiconductor Materials) foi fundada em 1968, no início da indústria semicondutora por Arthur del Prado (1931-2016), que exerceu a função de CEO até 2008. No início dos anos 1970, a ASM entrava como pioneira no mercado de fornos de deposição.
Em 1975, foi fundada a ASMPT em Hong Kong que fabrica equipamentos semicondutores.
Ainda nos anos 1970, ASM America foi fundada nos Estados Unidos sendo o centro para o desenvolvimento da tecnologia de deposição por epitaxia.
No início dos anos 1980, foi fundada a ASM Japan, que se tornou a base para o desenvolvimento de Deposição química em fase vapor realçada por plasma.
Nos meados dos anos 1980, a ASM e a Philips se juntam para desenvolver tecnologias de litografia em uma companhia que hoje é conhecida como ASML.
Em 1988, a ASM vende suas ações da ASML.
Em 1999, a ASM adquire a ASM Microchemistry.
Em 2004, a ASM adquire a ASM Genitech Korea.
Em 2008,, Arthur del Prado deixa o cargo de CEO para seu filho Chuck del Prado.
Em 2020, Chuck del Prado se aposenta da posição de CEO, é sucedido por Benjamin Loh como CEO.
Em 2022, a ASM adquire a LPE.

## Tecnologia

### ALD
Equipamentos para processamento por Atomic Layer Deposition (ALD) são os maiores produtos da empresa, sendo responsáveis por mais da metade da receita em 2022. ALD é a mais avançada tecnologia de deposição de filmes ultra finos.
Produtos nesta categoria incluem:
- EmerALD XP ALD
- Pulsar XP ALD
- Synergis ALD
- Eagle XP8 PEALD
- XP8 QCM PEALD

### Epitaxy
Equipamentos para processamento de filmes cristalinos de silício por Epitaxia são os segundo maiores produtos em receita, sendo o mercado aquecido por uma maior demanda de clientes produtores de dispositivos lógicos e fundições na medida em que eles desenvolvem nodos cada vez menores.
Produtos nesta categoria incluem:
- Epsilon 2000 Epitaxy
- Intrepid ES Epitaxy
- Intrepid ESA Epitaxy

### Silicon Carbide Epitaxy
No último trimestre de 2022, a empresa italiana chamada LPE, que desenvolve reatores de epitaxia de SiC e silício, foi aquisitada por €425 milhoes de euros para suprir a crescente demanda da indústria automotiva.
Produtos nesta categoria incluem:
- PE106A/PE108 SiC
- PE208 SiC

### PECVD
PECVD se utiliza de plasma para enaltecer deposição química em fase vapor (do inglês Plasma-Enhanced Chemical Vapor Deposition - PECVD) para depositar filmes dielétricos (low-k) à relativas baixas temperaturas.
Produtos nesta categoria incluem:
- Dragon XP8 PECVD

### Fornos Verticais
Os Fornos verticais (Vertical Furnaces) realizam uma série de processos térmicos incluindo difusão, oxidação e Deposição química em fase vapor à baixa pressão (Low Pressure Chemical Vapor Deposition - LPCVD).
Produtos nesta categoria incluem:
- Sonora
- A400 Duo